# Prix Foy
Pour les articles homonymes, voir Foy.
Groupe 2
Le Prix Foy est une course hippique de plat se déroulant au mois de septembre sur l'hippodrome de Longchamp.
C'est une course de Groupe II réservée aux chevaux de 4 ans et plus, hongres exclus.
La première édition remonte à 1955 et portait le nom de Prix Henri Foy, en hommage à Henri Foy (1872-1954) décédé l'année précédente. Le nom a été raccourci en 1969. C'est une course qui a longtemps été classé en Groupe III, avant de devenir un Groupe II.
Le Prix Foy se court sur la distance de 2 400 mètres, sur la grande piste de Longchamp. L'allocation s'élève à 130 000€.
Elle sert de course préparatoire au Prix de l'Arc de Triomphe, et se déroule le même jour que le Prix Vermeille et le Prix Niel.

## Palmarès depuis 1990
| Année | Vainqueur          | S/A | Pays        | Père             | Jockey                | Entraîneur           | Propriétaire                | Deuxième          | Troisième         | Temps    |
| ----- | ------------------ | --- | ----------- | ---------------- | --------------------- | -------------------- | --------------------------- | ----------------- | ----------------- | -------- |
| 2024  | Irésine            | H.7 | France      | Manduro          | Marie Vélon           | Jean-Pierre Gauvin   | Bertrand Millière           | Zarir             | Continuous        | 2'34"15  |
| 2023  | Place du Carrousel | F.4 | France      | Lope de Vega     | Mickaël Barzalona     | André Fabre          | Al Shaqab Racing            | Irésine           | Sammarco          | 2'35"66  |
| 2022  | Irésine            | H.5 | France      | Manduro          | Marie Velon           | Jean-Pierre Gauvin   | Bertrand Millière           | Bubble Gift       | Verry Elleegant   | 2'36"46  |
| 2021  | Deep Bond          | M.4 | Japon       | Kizuna           | Cristian Demuro       | Ryuji Okubo          | Shinji Maeda                | Broome            | Irésine           | 2'31"82  |
| 2020  | Anthony Van Dyck   | M.4 | Irlande     | Galileo          | Mickaël Barzalona     | Aidan O'Brien        | Smith, Magnier & Tabor      | Stradivarius      | Nagano Gold       | 2'33"27  |
| 2019  | Waldgeist          | M.5 | France      | Galileo          | Pierre-Charles Boudot | André Fabre          | Gestüt Ammerland            | Way To Paris      | Kiseki            | 2'27''60 |
| 2018  | Waldgeist          | M.4 | France      | Galileo          | Pierre-Charles Boudot | André Fabre          | Gestüt Ammerland            | Talismanic        | Cloth of Stars    | 2'28"70  |
| 2017  | Dschingis Secret   | M.4 | Allemagne   | Soldier Hollow   | Adrie de Vries        | Markus Klug          | Horst Pudwill               | Cloth of Stars    | Talismanic        | 2'35"86  |
| 2016  | Silverwave         | M.4 | France      | Silver Frost     | Maxime Guyon          | Pascal Bary          | Écurie H Sprit              | Ito               | Elliptique        | 2'32"28  |
| 2015  | Postponed          | M.4 | Royaume-Uni | Dubawi           | Andrea Atzeni         | Luca Cumani          | Cheik M-Obaid Al Maktoum    | Spiritjim         | Baino Hope        | 2'32"88  |
| 2014  | Ruler of the World | M.4 | Irlande     | Galileo          | Lanfranco Dettori     | Aidan O'Brien        | Al Shaqab Racing & Coolmore | Flintshire        | Spiritjim         | 2'26"93  |
| 2013  | Orfevre            | M.5 | Japon       | Stay Gold        | Christophe Soumillon  | Yasutoshi Ikee       | Sunday Racing Co.Ltd        | Very Nice Name    | Pirika            | 2'41"47  |
| 2012  | Orfevre            | M.4 | Japon       | Stay Gold        | Christophe Soumillon  | Yasutoshi Ikee       | Sunday Racing Co.Ltd        | Méandre           | Joshua Tree       | 2'34"26  |
| 2011  | Sarafina           | F.4 | France      | Refuse to Bend   | Christophe Lemaire    | Alain de Royer-Dupré | Karim Aga Khan IV           | Hiruno d'Amour    | St Nicholas Abbey | 2'32"28  |
| 2010  | Duncan             | H.5 | Royaume-Uni | Dalakhani        | William Buick         | John Gosden          | Normandie Stud Ltd          | Nakayama Festa    | Timos             | 2'35"90  |
| 2009  | Spanish Moon       | M.5 | Royaume-Uni | El Prado         | Ryan Moore            | Sir Michael Stoute   | Khalid Abdullah             | Vision d'État     | Crossharbour      | 2'28"70  |
| 2008  | Zambezi Sun        | M.4 | France      | Dansili          | Stéphane Pasquier     | Pascal Bary          | Khalid Abdullah             | Schiaparelli      | Light Green       | 2'28"80  |
| 2007  | Manduro            | M.5 | France      | Monsun           | Stéphane Pasquier     | André Fabre          | Baron G. von Ullmann        | Mandesha          | Dragon Dancer     | 2'28"80  |
| 2006  | Shirocco           | M.5 | France      | Monsun           | Christophe Soumillon  | André Fabre          | Baron G. von Ullmann        | Hurricane Run     | Pride             | 2'32"90  |
| 2005  | Pride              | F.4 | France      | Peintre Célèbre  | Christophe Lemaire    | Alain de Royer-Dupré | NP Bloodstock Ltd           | Alkaseed          | Shirocco          | 2'29"20  |
| 2004  | Policy Maker       | M.4 | France      | Sadler's Wells   | Olivier Peslier       | Élie Lellouche       | Écurie Wildenstein          | Short Pause       | Nysaean           | 2'38"70  |
| 2003  | Ange Gabriel       | M.5 | France      | Kaldounévées     | Thierry Jarnet        | Éric Libaud          | Antonia Devin               | Martaline         | Imperial Dancer   | 2'28"60  |
| 2002  | Aquarelliste       | F.4 | France      | Danehill         | Dominique Bœuf        | Élie Lellouche       | Écurie Wildenstein          | Anabaa Blue       | Falbrav           | 2'29"00  |
| 2001  | Hightori           | M.4 | France      | Vettori          | Gérald Mossé          | Philippe Demercastel | Gary Tanaka                 | Idaho Quest       | Slew The Red      | 2'30"10  |
| 2000  | Montjeu            | M.4 | France      | Sadler's Wells   | Michael Kinane        | John Hammond         | Michal Tabor                | Crillon           | Commander Collins | 2'32"80  |
| 1999  | El Condor Pasa     | M.4 | Japon       | Kingmambo        | Masayoshi Ebina       | Yoshitaka Ninomiya   | Takashi Watanabe            | Borgia            | Croco Rouge       | 2'31"40  |
| 1998  | Limnos             | M.4 | France      | Hector Protector | Cash Asmussen         | Dominique Sépulchre  | Famille Niarchos            | Fragrant Mix      | Oa Baldixe        | 2'42"30  |
| 1997  | Yokohama           | M.6 | France      | Theatrical       | Olivier Doleuze       | Christiane Head      | Madeleine Paulson           | Nothin Leica Dane | Le Destin         | 2'31"80  |
| 1996  | Swain              | M.4 | France      | Nashwan          | Thierry Jarnet        | André Fabre          | Cheikh Al Maktoum           | Pentire           | Leeds             | 2'31"90  |
| 1995  | Carnegie           | M.4 | France      | Sadler's Wells   | Thierry Jarnet        | André Fabre          | Cheikh Mohammed             | Balanchine        | Tôt ou Tard       | 2'35"60  |
| 1994  | Richard of York    | M.4 | France      | Rainbow Quest    | Sylvain Guillot       | André Fabre          | Cheikh Al Maktoum           | Intrepidity       | Apple Tree        | 2'34"60  |
| 1993  | Only Royale        | F.4 | Royaume-Uni | Caerleon         | Ray Cochrane          | Luca Cumani          | Giuseppe Sainaghi           | Modhish           | Vert Amande       | 2'51"60  |
| 1992  | Magic Night        | F.4 | France      | Le Nain Jaune    | Alain Badel           | Philippe Demercastel | Hideo Yokoyama              | Subotica          | Tel Quel          | 2'40"50  |
| 1991  | Splash of Colour   | M.4 | France      | Rainbow Quest    | Cash Asmussen         | Nicolas Clément      | Susumu Harada               | Panoramic         | Echoes            | 2'30"10  |
| 1990  | In The Wings       | M.4 | France      | Sadler's Wells   | Pat Eddery            | André Fabre          | Cheikh Al Maktoum           | Zartota           | Robertet          | 2'31"30  |